# Pic de Tuquerouye
Pour les articles homonymes, voir Tuquerouye (homonymie).
Le pic de Tuquerouye (en espagnol pico de Tucarroya) est un sommet des Pyrénées, situé sur la frontière franco-espagnole entre les Hautes-Pyrénées, en région Occitanie, et la province de Huesca dans la communauté d'Aragon, qui culmine à 2 819 ou 2 818 mètres d'altitude dans le massif du Mont-Perdu.

## Toponymie
Il s'agirait d'un toponyme pléonastique, en occitan, tuque rouye signifie le « piton rougeâtre ».

## Géographie
Il est situé entre le département des Hautes-Pyrénées en pays Toy en partie sud de la vallée d'Estaubé sur la commune de Gavarnie-Gèdre et la vallée de Bielsa en Espagne.

### Topographie
Il est situé à l'est de la brèche des Deux-Bornes, à l'ouest de la brèche de Tuquerouye, au sud du cirque d'Estaubé. Il surplombe l'ibón de Marboré et le cirque de Pineta au sud.

### Hydrographie
Le sommet délimite la ligne de partage des eaux entre le bassin de la Garonne côté nord, qui se déverse dans l'Atlantique, et le bassin de l'Èbre, qui coule vers la Méditerranée côté sud.

## Voies d'accès
Côté français, au départ de Gèdre et Héas, par le barrage des Gloriettes au fond du cirque d'Estaubé, à la cabane d'Estaubé prendre le sentier vers la brèche de Tuquerouye et le refuge de Tuquerouye. Côté espagnol via le GR 11 depuis le refuge de la Larri. 

## Protection environnementale
Le pic est situé dans le parc national des Pyrénées et fait partie d'une zone naturelle protégée, classée ZNIEFF de type 1 : « cirques d'Estaubé, de Gavarnie et de Troumouse » et de type 2 : « haute vallée du gave de Pau : vallées de Gèdre et Gavarnie ».